# فرانز ديرياني
فرانز ديرياني (مواليد 1875) هو مبارز بالسيف نمساوي، مثّل بلاده في الألعاب الأولمبية الصيفية 1912.

## روابط خارجية
فرانز ديرياني على موقع أوليمبيديا (الإنجليزية)